# Capdepera
Capdepera är en kommun i Spanien. Den ligger i den autonoma regionen Balearerna i östra delen av landet. Antalet invånare är 12 860 (2024). Capdepera ligger på ön Mallorca.